# Noni
Noni (znanstveno ime Morinda citrifolia) je vrsta zimzelenih dreves jugovzhodne Azije, Avstralije in Oceanije. Iz sadežev rastline pridobivajo noni sok.

## Zdravilni učinki
Danes se noni sok uporablja, kot zdravilo za dolg seznam bolezni: artritis, sladkorno bolezen, visok krvni pritisk, bolečine v mišicah, menstrualne težave, glavobole, bolezni srca, AIDS, želodčne razjede, zvine, depresijo, senilnost, slabo prebavo in aterosklerozo. Vendar učinkovitost nonija za večino teh namenov ni dokazana.
Imel naj bi tudi protitumorno delovanje, kar so poskušali raziskati v kar nekaj študijah. V študiji na univerzi v Louisiani so ugotovili, da noni zmanjša rast kapilar v tumorjih.  Neka druga študija, ki so je potekala na univerzi na Havajih je pokazala, da noni sok vsebuje s polisaharidi bogato substanco(noni-ppt), ki naj bi zavirala rast tumorjev z aktivacijo imunskega sistema bolnika.

## Škodljivi učinki
Leta 2005 sta dve znanstveni publikaciji opisali primer akutnega hepatitisa, ki ga povzroča uživanje M. citrifolia. Hepatotoksični naj bi bili antrakinoni, ki se nahajajo v koreninah, listih in sadju M. citrifolia. Temu so sledile raziskave, ki so pokazale, da noni sok ni strupen za jetra, tudi pri porabi v velikih odmerkih, in vsebuje majhne količine antrakinonov, ki so potencialno strupeni za  jetra.
Uživanje noni soka lahko privede tudi do povečane koncentracije kalija v krvi. Medtem ko je kalij dragoceno hranilo v običajni prehrani, ga osebe z napredovano ledvično boleznijo ne morejo izločati ustrezno in se morajo izogibati noni soku, za katerega je znano, da povzroča hiperkalijemijo.